# Ad Berntsen

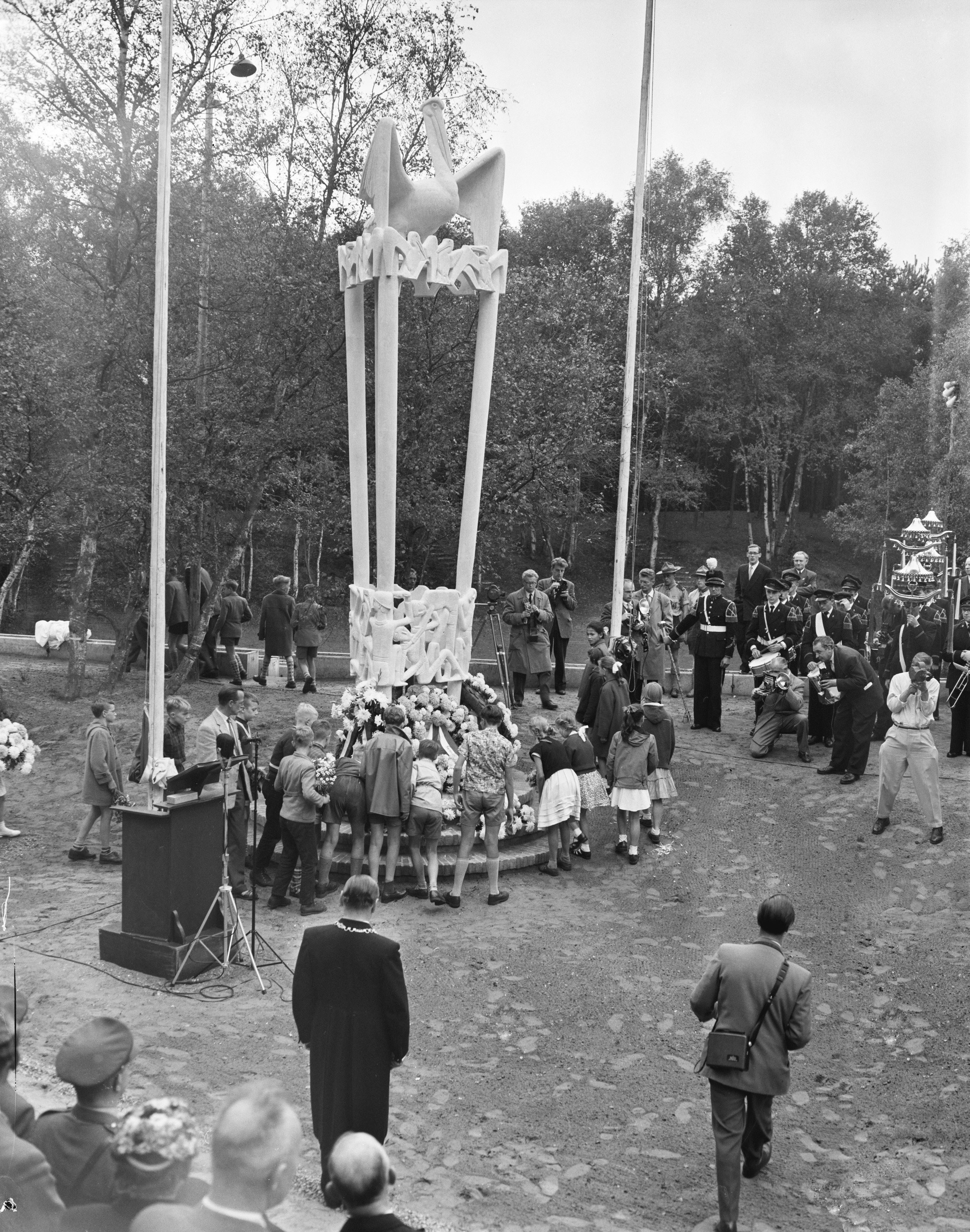
Onthulling van het Joe Mann monument (1956)

Adrianus Cornelis Maria (Ad) Berntsen (Arnhem, 24 januari 1932 – Nijmegen, 15 september 1958) was een Nederlands beeldhouwer.

## Leven en werk
Ad Berntsen was een zoon van schilder Frans Berntsen (1903-1981) en Nel Visser. Hij studeerde in 1955 met groot lof (magna cum laude) af aan de Jan van Eyck Academie in Maastricht, als leerling van Oscar Jespers. Een jury bestaande uit prof. Willem van den Berg, Jos de Gruyter en Han Wezelaar kwalificeerde Berntsen bij zijn afstuderen als veelbelovend talent en noemde hem een "origineel en brillant beeldhouwer". Tot zijn jaargenoten behoorden Emile Taalman, Jan Tillemans en Hans Truijen.
Berntsens grootste werk maakte hij voor de gemeente Best. Na de Tweede Wereldoorlog werd op het voormalig slagveld in de gemeente Best een natuurtheater ingericht (1954), dat werd vernoemd naar de omgekomen Amerikaanse soldaat Joe Mann. Berntsen maakte het 6,5 meter hoge Joe Mann monument (1956) in kunstbeton, dat bij het naast het theater gelegen paviljoen staat. Het gedenkteken is door de gemeente aangewezen als gemeentelijk monument. In de stad Nijmegen werd een aantal mensfiguren van Berntsen geplaatst.
Door zijn vroege overlijden bleef Berntsens oeuvre klein. Hij exposeerde in juli 1958 nog twee portretkoppen op een jubileumtentoonstelling van de academie in de Dominicanenkerk in Maastricht, maar was toen al ziek. Hij overleed twee maanden later, op 26-jarige leeftijd.

## Enkele werken
- Joe Mann monument (1956), Best
- Clown met hond (1956), Balistraat/Javastraat, Nijmegen
- Kinderen, Nijmegen[6]

## Galerij

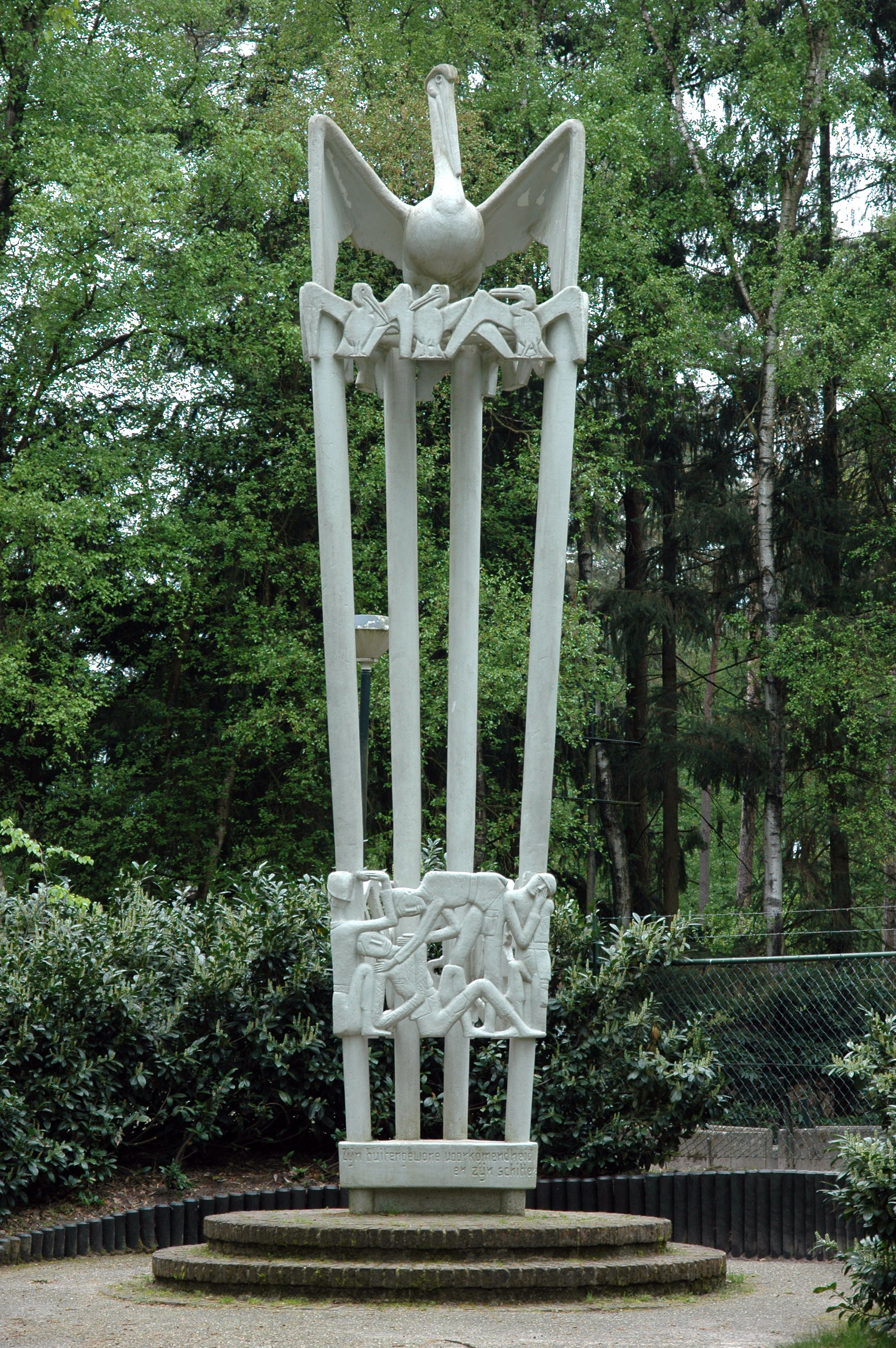
Joe Mann monument
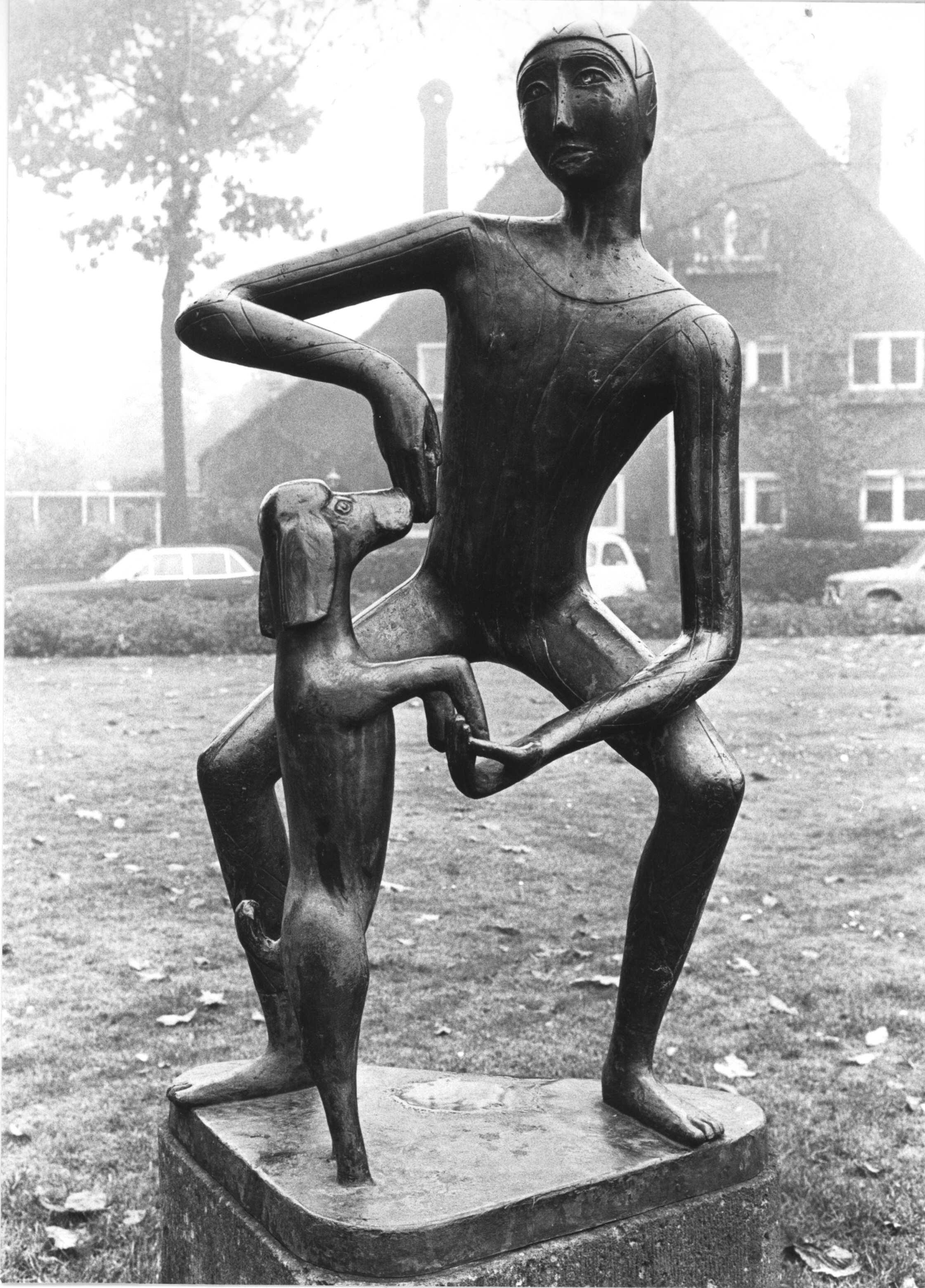
Clown met hond
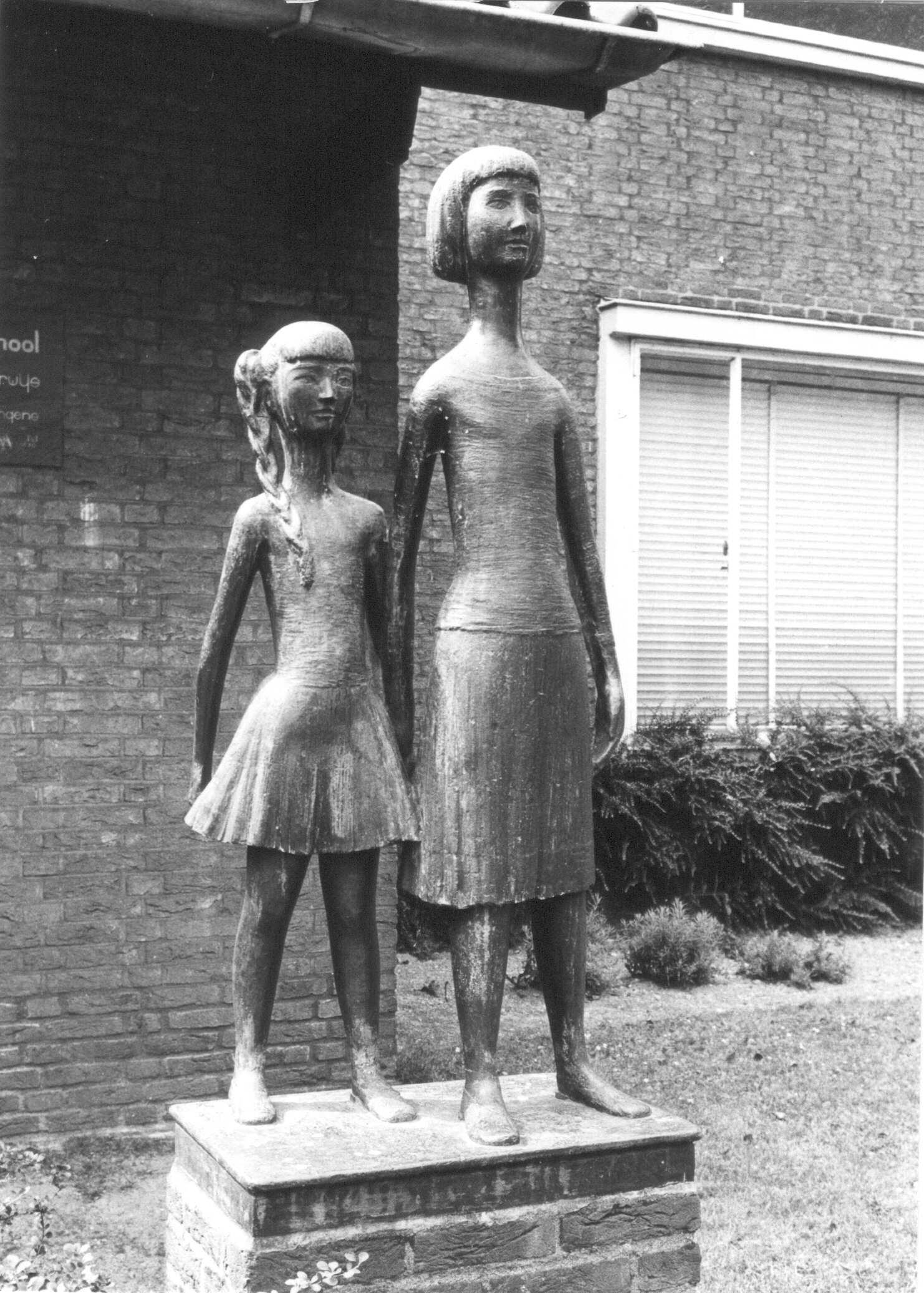
Kinderen

- Biografisch Portaal: 31151542
- RKD-Nederlands Instituut voor Kunstgeschiedenis: 7544